# JAK Medlemsbank
La JAK Medlemsbank (abbreviato JAK) è una banca etica di tipo cooperativo, con sede a Skövde, Svezia. È una banca realmente posseduta dai suoi soci: ciascuno detiene una sola azione e ha lo stesso peso decisionale nell'annuale votazione del consiglio direttivo.

## Storia
L'associazione cooperativa Jord Arbejde Kapital è stata fondata in Danimarca durante la Grande depressione nel 1931.
L'associazione mise in circolazione una valuta locale che è stata successivamente dichiarata fuori legge dal governo danese nel 1933. Nel 1934 la JAK danese fondò un sistema di risparmio e prestito senza interesse e un sistema locale di commercio e scambio di beni (LETS). Sebbene entrambi i sistemi furono costretti a chiudere, il sistema di prestito e risparmio riemerse nel 1944. L'esperimento della banca JAK danese ispirò un gruppo in Svezia che fondò un'associazione no-profit chiamata Jord Arbete Kapital - Riksförening för Ekonomisk Frigörelse (Associazione Nazionale per l'Emancipazione Economica) nel 1965, che sviluppò il sistema matematico basato sui punti di risparmio chiamato "sistema di risparmio bilanciato". L'associazione crebbe lentamente all'inizio e ricevette la licenza bancaria dall'Autorità di vigilanza finanziaria svedese solo alla fine del 1997.

## Denominazione e principi ispiratori
JAK è l'acronimo di Jord Arbete Kapital, in svedese Terra Lavoro Capitale, ad intendere rispettivamente: le risorse della natura, la risorsa data dal lavoro umano, le infrastrutture create dall'uomo che permettono di potenziarne l'efficienza; visti come i tre principi chiave dell'economia reale.
La banca si ispira a questi principi, proponendosi come alternativa, in alcuni segmenti di mercato, all'economia speculativa contemporanea, vista come rendita parassitaria derivante dalla matematica moltiplicazione del denaro grazie al meccanismo dell'interesse, che scollega l'arricchimento dai suddetti concetti.
Il modello finanziario è basato su un servizio di risparmio e prestito svincolato dalle logiche di interesse speculativo: i 35.000 soci in Svezia si prestano denaro tra di loro bypassando il sistema bancario tradizionale. Al 2008, i soci hanno risparmiato 97 milioni di euro dei quali 86 sono dati in prestito.
La banca non trae profitto dal servizio prestato, non carica o paga interessi sui prestiti/risparmi, interessi che considera usura, nell'accezione primigenia del termine. Le attività della banca avvengono fuori dal mercato finanziario poiché i prestiti sono finanziati soltanto dai risparmi dei soci. I costi amministrativi e di sviluppo sono pagati dalla quota associativa e dalla tassa sul prestito, un indice sintetico di costo (tasso annuo effettivo di interesse che comprende tutte le spese accessorie) mediamente del 2,5%.

### Filosofia
Secondo JAK, l'instabilità economica è la diretta conseguenza di un'economia basata sulla rendita da interesse, che considera nemico di un'economia stabile, causa disoccupazione, inflazione e distruzione dell'ambiente; fonte di spostamento di denaro dai poveri verso i ricchi; favorevole a progetti che tendono a raggiungere alti profitti in poco tempo
Il fine ultimo di JAK è l'abolizione dell'interesse speculativo e la creazione di una società interest-free, dove cioè l'interesse è sostituito da un sistema di pagamento del servizio del prestito, con lo scopo di creare uno strumento finanziario vantaggioso per i propri soci, sostenibile per l'ambiente e al servizio delle economie locali.
Sulla base di questa filosofia sono nate un paio di banche in Danimarca ed un'organizzazione in Germania con sede a Stoccarda. Anche in Italia stanno iniziando a formarsi gruppi per fondare una banca etico-solidale sul modello della JAK Bank svedese.
Il meccanismo del prestito si basa sui "punti di risparmio", punti che si maturano nei periodi di risparmio e si consumano nei periodi in cui si accede al prestito. L'idea di base utilizzata per rendere sostenibile il sistema è che i punti di risparmio guadagnati devono eguagliare i punti di risparmio spesi. Per realizzare questo equilibrio, se all'accensione del mutuo i punti di risparmio consumati sono maggiori di quelli accumulati, si deve continuare a risparmiare durante il periodo di restituzione del prestito, così da continuare ad accumulare punti di risparmio. All'estinzione del mutuo, cioè quando i punti di risparmio presi in prestito eguagliano quelli guadagnati, si può riprelevare la somma totale dei risparmi "obbligatori" versati, che nel frattempo sono stati prestati ad altri soci.
Altro esempio di banca senza interessi è la Bank Melli Iran (BMI) fondata il 17 dicembre 2007 da Mahmud Ahmadinejad.

## Associazionismo
Il marketing di JAK è fatto principalmente dai volontari mediante il passaparola. Circa 550 soci organizzati in 28 circoscrizioni locali prestano servizio volontario per promuovere l'idea finanziaria di JAK e per trovare nuovi soci. I depositi e i prestiti sono fatti in Corone Svedesi (SEK). Ipoteche o garanzie personali possono essere date solo se la proprietà o il garante è Svedese. Per poter accedere ad un mutuo con JAK bisogna risiedere in Svezia. I risparmi dei soci sono coperti dalla garanzia di deposito del sistema bancario Svedese.

### In Italia
Il 13 settembre 2008 si è costituita anche in Italia l'Associazione culturale JAK Bank Italia per attuare le condizioni per portare anche in Italia questo tipo di esperienza (www.jakitalia.it). Il 18 novembre 2011 è stato fondato il Comitato Promotore per la costituzione della Banca Popolare Jak Italia.